# Eduard Vogel von Falckenstein
Eduard Ernst Friedrich Hannibal Vogel von Fal(c)kenstein (5 tháng 1 năm 1797 – 6 tháng 4 năm 1885) là một Thượng tướng Bộ binh của Phổ, đã từng tham gia cuộc Chiến tranh Schleswig lần thứ hai năm 1864, Chiến tranh Áo-Phổ năm 1866 và được giao nhiệm vụ phòng ngự bờ biển Đức trong cuộc Chiến tranh Pháp-Đức (1870 – 1871). Bên cạnh những thắng lợi của ông trên cương vị là Tư lệnh Tập đoàn quân phía Tây trong chiến dịch năm 1866, ông thường bất đồng với Bộ Tổng tham mưu trong đường lối chiến lược của mình và điều đó dẫn đến việc ông bị thế chức bởi tướng Edwin von Manteuffel. Nhà sử học Gustave L. M. Strauss vào thế kỷ 19 ca ngợi ông là một trong những lãnh đạo hàng đầu của công cuộc thống nhất nước Đức, và là "nhà chiến lược vĩ đại và sĩ quan tham mưu tài ba nhất của quân đội Phổ và Đức không thể chối cãi" sau Moltke; tuy nhiên, một số nhà sử học nhà sử học quân sự đương đại có đánh giá trái ngược về ông, trong số đó có tác giả Hoa Kỳ Geoffrey Wawro nhìn nhận ông như một trong những người "có vinh dự là viên tướng xoàng nhất của quân đội Phổ".

## Gia đình
Vogel von Falckenstein sinh ra tại Breslau ở tỉnh Schlesien vào tháng 1 năm 1797, là con trai của Hannibal Vogel von Falckenstein (1750 – 1808). Vào ngày 9 tháng 4 năm 1829, ông thành hôn với Luise Gärtner (21 tháng 1 năm 1813 tại Berlin – 24 tháng 8 năm 1892 tại điền trang Dolzig) ở Treuenbrietzen. Người con trai trưởng, Maximilian, cũng theo đuổi sự nghiệp quân sự và trở thành Thượng tướng Bộ binh Phổ.

## Cuộc đời
Thân phụ của Falckenstein, một cựu Thiếu tá quân đội Phổ, mất sớm vào năm 1808, khiến cho tình cảnh gia đình ông trở nên vô cùng khó khăn. Người mẹ góa bụa của ông không có điều kiện kinh tế để cho con đi học, nên buộc phải nhờ sự giúp đỡ của một thân quyến trong gia đình là Vương công-Tổng giám mục của Breslau lúc bấy giờ. Vị giáo sĩ cấp cao sẵn lòng nuôi dạy Falckenstein, nhưng với một điều kiện duy nhất là ông phải theo học giáo lý, cái mà Falckenstein hoàn toàn không ưa thích. Tuy nhiên, do không còn con đường nào khác, ông đành chấp nhận và học giáo lý một cách chú tâm và cần mẫn, để chuẩn bị trở thành một tăng lữ trong tương lai.
Nhưng, đúng vào thời điểm này, một biến cố lịch sử đã diễn ra và làm thay đổi hoàn toàn định hướng của ông: năm 1813, nhân dân Phổ khởi nghĩa trên khắp cả nước chống lại sự thống trị của người Pháp. Dù khi ấy chỉ mới 16 tuổi, Falckenstein nghĩ rằng mình là một người Phổ và là con của một người lính. Vì vậy, ông quyết tâm phải tham gia cuộc Chiến tranh Giải phóng. Mong muốn gia nhập quân đội của ông đã gặp phải sự ngăn cản hết sức quyết liệt từ phía vị Giám mục và bà mẹ, nhưng cuối cùng, gia đình phải miễn cưỡng cho ông nhập ngũ. Song, những khó khăn khác lại đến với ông: Falckenstein nhìn trông ốm yếu, bệnh tật và vì vậy hết quân đoàn này đến quân đoàn khác đều từ chối đơn xin gia nhập của ông. Cuối cùng, Đại tá von Klüx, một người bạn cũ của cha ông, cảm thấy thương Falckenstein, bèn chấp nhận cho ông nhập ngũ với tư cách là lính bộ binh nhẹ (Jäger) tình nguyện trong một tiểu đoàn phóng lựu Tây Phổ thuộc lữ đoàn của von Klüx. Ngay sau khi vào lính, Falckenstein đã thể hiện lòng dũng cảm của mình trong chiến đấu. Ông tham gua trận Bautzen và sau trận Katzbach vào năm 1813, ông được phong cấp Chuẩn úy ngày 11 tháng 8. Tiếp theo đó, ông chiến đấu ở Bischofswerda, nơi ông thể hiện sự quyết đoán của mình, và trong ngày hôm sau ông tham chiến tại Potschaplitz. Do chiến đấu tốt trong trận giao chiến này, ông được lên cấp hàm Thiếu úy vào ngày 8 tháng 12 năm 1813. Sau khi Blücher vượt sông Rhein trong đêm ngày Tết Dương lịch 1814, Falckenstein luôn thể hiện tài năng của mình trong các trận đánh, nhất là trận Montmirail vào năm 1814, khi mà mọi sĩ quan của tiểu đoàn đều tử trận và quyền chỉ huy tiểu đoàn thuộc về ông. Sau trận đánh này, ông được phong quân hàm Thiếu úy và được phong tặng Huân chương Thập tự Sắt cao quý.
Vào ngày 28 tháng 10 năm 1814, Trung đoàn Phóng lựu Hoàng đế Franz được thành lập và tiểu đoàn của ông cũng gia nhập biên chế trung đoàn này. Sau khi cuộc chiến tranh chấm dứt, dĩ nhiên là không ai còn nói về việc đào tạo ông thành một tăng lữ nữa. Tuy nhiên, có một điều mà Falckenstein quan ngại sâu sắc: ông hầu như chưa được huấn luyện quân sự và chưa có mọi kiến thức về kỹ thuật quân sự. Vì vậy, ông dốc sức học tập nghệ thuật và khoa học quân sự về mọi mặt, và những nỗ lực của ông đã thành công khi mà ông được cử vào Cục Đo đạc Địa hình của Bộ Tổng tham mưu vào năm 1822. Ông cũng vài lần vào phục vụ Bộ Tổng tham mưu. Trong thời gian làm việc ở Cục Đo đạc Địa hình, ông bất chợt nhận ra rằng mình có khiếu hội họa và thiết kế, và ông đã ra sức phát huy tài năng này. Trong đó, ông đặc biệt chú trọng vẽ tranh sơn dầu. Một số bức vẽ đẹp của ông đã gây sự chú ý và cảm tình của Thái tử Phổ khi ấy, tức vua Friedrich Wilhelm IV về sau này, đối với ông. Về sau này, vị Thái tử đã hạ lệnh cho Falckenstein thành lập Học viện Vẽ trên thủy tinh Hoàng gia và ông là Chủ tịch học viện này trong một khoảng thời gian. Hình vẽ trang trí cửa sổ Nhà thờ Thánh Maria gần Danzig được coi là một điển hình cho khả năng hội họa của ông.
Vào ngày 30 tháng 3 năm 1821, ông được thăng cấp Trung úy, sau đó ông được lên cấp hàm Đại úy vào ngày 5 tháng 10 năm 1829. Tiếp theo đó, vào ngày 26 tháng 3 năm 1841, ông được phong hàm Thiếu tá và ban đầu ông được giao chỉ huy Tiểu đoàn Trừ bị Cận vệ. 7 năm sau (1848), ông chỉ huy Tiểu đoàn I thuộc Trung đoàn Phóng lựu Hoàng đế Franz cũ (mà ông đã trở lại vào ngày 1 tháng 7 năm 1843) tham gia giao chiến trên đường phố Berlin trong cuộc Cách mạng Tháng Ba, và bị thương. Tuy nhiên, điều này không thể ngăn cản ông đến Holstein tham gia cuộc Chiến tranh Schleswig lần thứ nhất, và lãnh chức Chỉ huy trưởng Tiểu đoàn Bắn súng trường Cận vệ. Với tiểu đoàn này và 3 đội kỵ binh thuộc Trung đoàn Khinh kỵ binh số 3, ông đã dẹp tan cuộc nổi dậy ở vùng Niederlausitz. Sau khi được thăng hàm Thượng tá, ông được ủy nhiệm làm Tham mưu trưởng của Quân đoàn III vào năm 1850. Năm sau (1851) Falckenstein lên quân hàm Đại tá, sau đó ông đương phong cấp Thiếu tướng vào năm 1855. Ông giữ chức Trưởng khoa Kinh tế Quân sự kể từ năm 1856 cho đến năm 1858. Năm 1858, ông được thăng cấp hàm Trung tướng, và thoạt tiên ông được giao chỉ huy Sư đoàn số 5 tại Frankfurt an der Oder vào ngày 3 tháng 7, sau đó đổi sang Sư đoàn Bộ binh Cận vệ số 2 ở kinh đô Berlin ngày 29 tháng 1 năm 1863.

### Chiến tranh Đức-Đan Mạch và Chiến tranh Áo-Phổ
Trong cuộc Chiến tranh Đức-Đan Mạch, Vogel von Falckenstein đảm nhiệm chức vụ Tham mưu trưởng quân đội liên minh Áo-Phổ đồng thời là tư lệnh một quân đoàn Phổ dưới sự chỉ huy tối cao của Thống chế Friedrich Graf von Wrangel, và được tặng thưởng Huân chương Quân công vào ngày 22 tháng 4 năm 1864. Sử gia Strauss vào thế kỷ 19 không tiếc lời ca ngợi tài nghệ của Falckenstein trong chiến dịch này, tuy nhiên theo nhà sử học đương đại Wawro, khả năng chỉ huy tầm thường của Wrangel cùng với Falckenstein đã làm rối bời cuộc tấn công của Phổ vào Schleswig. Sử gia Michael Howard cho biết, họ bác bỏ lời khuyên của tướng Helmuth von Moltke rằng quân Đan Mạch phải bị bao vây và tiêu diệt tại các vị trí tiền tiêu trước khi có thể rút về những hòn đảo xa xôi. Sau ba tháng giao tranh không có kết quả, trước sự thúc giục của tướng Edwin Freiherr von Manteuffel đối với Bộ trưởng Chiến tranh Phổ, Albrecht von Roon, ông bị thế chức bởi tướng Helmuth von Moltke vào ngày 30 tháng 4 năm 1864, trong khi Vương thân Friedrich Karl thay thế Wrangel chỉ huy liên quân. Ông được đổi làm Thống đốc Jutland và đánh thọc đến eo biển Lymfjord. Sau đó, ông giữ chức Tư lệnh Quân đoàn VII từ ngày 21 tháng 11 năm 1864 cho đến ngày 29 tháng 10 năm 1866, và được thăng cấp bậc Thượng tướng Bộ binh vào năm 1865.
Sau khi cuộc Chiến tranh Áo-Phổ bùng nổ vào năm 1866, Falckenstein được vua Wilhelm I giao chỉ huy các lực lượng Phổ ở miền Tây Đức, nói cách khác là Tập đoàn quân phía Tây nhỏ bé. Trong khi quân chủ lực của Phổ bao gồm 3 tập đoàn quân tấn công Sachsen và Böhmen để chống nhau với Đế quốc Áo, các lực lượng Falckenstein của phải đối phó với các đồng minh của Áo: phía bắc sông Main có quân đội Hannover và Hesse-Kassel, trong khi phía nam sông Main có quân đội Bayern, Baden, Württemberg, và Hessen-Darmstadt.
Dưới trướng Falckenstein có ba sư đoàn binh lính, trong đó nhiều người là lính tiền tuyến, thay vì đó họ bao gồm Dân quân, đồn binh Phổ, hoặc là quân đồng minh Bắc Đức. Chiến dịch ở phía Tây khởi đầu vào ngày 15 tháng 6 năm 1866, khi các sư đoàn của tướng Manteuffel và Goeben tiến công Hannover, đồng thời sư đoàn của tướng Beyer từ Wetzlar xâm chiếm Hessen-Kassel. Trong khi các thành phố Hannover và Kassel rơi vào tay quân Phổ, quân đội hai bang này bỏ chạy hòng liên kết với quân Bayern, vốn đang tiến chậm về hướng bắc và lưỡng lự vượt sông Main.
Trong khi tác giả Oscar Browning của cuốn "Wars of the century: and the development of military science" (xuất bản năm 1903) đề cao tài năng của Falckenstein khi viết về chiến dịch năm 1866, các sử gia như Wawro và Craig nhìn nhận ông là một viên tướng bất lực trong chiến dịch này. Quân Hannover và Hessen phá hủy một cách có hệ thống các tuyến đường sắt trên đường rút của mình, trong khi Falckenstein trì hoãn truy kích đối phương, thay vì đó ông chủ trương cho quân nghỉ ở Hannover vào ngày 18 tháng 6. Cuối cùng, ông cũng điều ba sư đoàn của mình tới Göttingen, dù được biết rằng đồng minh của Áo đã rời bỏ thành phố. Moltke hạ lệnh cho Falckenstein kết liễu quân đội Hannover, tuy nhiên, ông muốn để cho sự thiếu thốn lương thảo buộc Thiếu tướng Friedrich von Arentschildt và vua Georg V của Hannover. Ông tin rằng họ sẽ bị chết đói trước khi hội quân với người Bayern. Sau khi mất đấu quân Hannover vào ngày 22 tháng 6 và nghe theo lời khuyên của Thủ tướng Otto von Bismarck, Falckenstein khởi đầu cuộc hành binh tới Frankfurt về hướng nam để ngăn ngừa các lực lượng vô tổ chức của Liên minh các quốc gia Đức hợp binh với nhau.
Moltke và Vua Wilhelm I đều nổi giận trước sự can thiệp của Bismarck và hối tiếc vì đã giao phó cho Falckenstein chỉ huy quân Phổ trên chiến trường này, bèn xuống lệnh cho viên tướng tấn công quyết liệt quân Hannover. Nhưng thực chất, quân đội của Arentschildt đang đói và bị dồn vào chân tường ở Langensalza tại Sachsen thuộc Phổ bởi bước tiến của ba sư đoàn dưới quyền Falckenstein từ hướng bắc, ngoài ra Moltke cũng điều 9.000 quân do tướng Eduard von Flies chỉ huy từ Gotha tiến về hướng nam để chặn đường rút của quân Hannover.
Trong khi đó, cả quân Bayern lẫn Quân đoàn VIII của Liên minh Đức đều lo tổng động viên binh lực của mình và bỏ mặc cho số phận của quân Hannover. Falckenstein bắt đầu tấn công quân đội Hannover dưới quyền Arentschildt sau khi tiếp nhận một huấn dụ hoạng gia do Wilhelm I trực tiếp ban hành. Tuy vậy, Flies tự ý xua sư đoàn của mình tấn công quân đội đông gấp đôi của Hannover vào ngày 27 tháng 6. Quân Phổ dưới quyền Flies bị đẩy lùi trong trận Langensalza, nhưng người Hannover không thể khai thác thành quả của mình. Các lực lượng của Falckenstein kéo đến trong ngày hôm sau, và Arentschildt bị buộc phải chạy vào lãnh thổ bị các tuyến đường sắt của Phổ vây quanh ở hướng đông. Không còn sự chọn lựa nào khác, Hannover đầu hàng tại Nordhausen vào ngày 29 tháng 6.
Sau khi Hannover đầu hàng, vấn đề tiếp theo đối với vị tướng là phải tấn công, chia rẽ quân đội Bayern và Quân đoàn VIII của Liên minh. Trước tình hình đó, Falckenstein nhanh chóng tập trung binh lực tiến qua Fulda xuống Frankfurt. Vào ngày 4 tháng 7 năm 1866, ông đánh tan một đạo quân Bayern trong trận Wiesenthal, buộc toàn bộ quân đội Bayern phải rút lui về phía sông Saale. Được tin này, Quân đoàn VIII bắt đầu triệt thoái về Frankfurt. Đến ngày 6 tháng 7, quân của Falckenstein chiếm Fulda, và nhận thấy vùng này cắt đôi hai cánh quân Liên minh này, ông quyết định xử lý từng cánh một. Ông không quá đề cao sự suy sụp sĩ khí của Quân đoàn VIII, khi ông tuyên bố rằng cánh quân này không là một mối đe dọa lớn trong vòng vài ngày tới. Vào ngày 8 tháng 7, ông nhổ doanh trại ở Fulda, và vào ngày hôm sau ông kéo quân qua vùng núi Hohe Rhön. Sáng ngày 10 tháng 7, các lực lượng của ông tấn công quân Bayern tại Hammelburg, Kissingen và Waldaschach, gây cho quân Bayern choáng ngợp. Ở mỗi vị trí, quân Bayern đều bị áp đảo về quân số và cách xa các lực lượng có thể hỗ trợ cho họ đến mức mà họ không nhận được một sự tiếp viện nào trong ngày hôm ấy. Ở Kissingen, quân Bayern đánh trả hết sức ác liệt, nhưng sư đoàn của tướng Goeben đã chiếm được thị trấn. Trước đó, quân Bayern ở Waldaschach đã triệt binh, trong khi sư đoàn của Manteuffel chỉ vấp phải sự kháng cự yếu ớt ở Waldaschach.
Với chiến thắng của ông trong các trận đánh này, Falckenstein đã làm chủ được chiến tuyến sông Saale, và làm tổn thương sức mạnh tấn công của phía Bayern trong một khoảng thời gian. Sau khi đánh bại Bayern, vào ngày 11 tháng 7, ông chuyển tầm nhìn của mình sang Quân đoàn VIII, điều sư đoàn của Beyer đến Hanau và sư đoàn của Goeben tiến qua Laufach, nơi quân Hessen-Darmstadt đang án ngũ, vào Aschaffenburg. Ngày 13 tháng 8, Goeben đánh chiếm Laufach, và vào ngày hôm sau ông giáp mặt với lữ đoàn Áo huộc Quân đoàn VIII trong trận Aschaffenburg. Mặc dù pháo binh Áo chiến đấu hiệu quả, bộ binh của Áo vốn phần lớn là người gốc Ý bị hoảng loạn và mất 2.000 người bị bắt làm tù binh do kẹt lại trên các nẻo đường của thị trấn. Hoảng hốt trước sự bại trận của các lữ đoàn tiền tiêu, viên chỉ huy Quân đoàn VIII hối hả rút chạy khỏi Frankfurt, và đến ngày 16 tháng 7 năm 1866, các đoàn quân của Falckenstein tiến vào thành phố này. Thắng lợi vang dội này khiến ông được ưa chuộng và được ban thưởng một khoản tiền lớn, nhưng nó một lần nữa cho thấy mâu thuẫn giữa ông với Moltke: Falckenstein luôn chú trọng đánh chiếm Frankfurt, trái ngược với những huấn lệnh của vị Tổng tham mưu trưởng nhằm truy tìm và tiêu diệt quân đội Bayern. Do những bất đồng với Bộ Tổng tham mưu, vào ngày 19 tháng 7, ông bị huyền chức Tư lệnh Tập đoàn quân Main và điều đi làm Toàn quyền Böhmen. Một trong ba sư đoàn trưởng dưới quyền, tướng Manteuffel, lên thay ông chỉ huy Tập đoàn quân Main.

### Về sau
Vào ngày 30 tháng 10 năm 1866, ông lãnh nhiệm chức Tư lệnh Quân đoàn I. Ông chỉ huy quân đoàn cho đến khi tướng Manteuffel thay thế ông vào ngày 3 tháng 8 năm 1868.
Vào tháng 4 năm 1867, ông được bầu làm Đại biểu Quốc hội Liên bang Bắc Đức tại khu vực bầu cử Königsberg và trên cương vị này ông cũng là thành viên Nghị viện Thuế quan Đức (Zollparlament) kể từ năm 1868. Vào năm 1868, Vogel von Falckenstein được chuyển vào ngạch Sĩ quan Trừ bị (Offizieren der Armee).
Trong cuộc Chiến tranh Pháp-Đức (1870 – 1871), Vogel von Falckenstein được bổ nhiệm làm Toàn quyền Các vùng ven biển của Đức (Generalgouverneur der deutschen Küstenlande) và cư trú tại Hannover. Trên cương vị này, ông tổ chức phòng ngự vùng biển của Đức và thành lập lực lượng Dân quân biển (Seewehr) tình nguyện. Vào năm 1873, ông giải ngũ. Đến năm 1889, Trung đoàn Bộ binh số 56 tại Wesel lấy tên ông. Tháng 4 năm 1885, ông từ trần ở lâu đài Dolzig tại tỉnh Brandenburg.